# Gran Pista di Valtournenche
La Gran Pista di Valtournenche (o semplicemente Gran Pista), nota anche con il nome di Reine Blanche (Regina bianca) è una  pista sciistica situata nel Matterhorn Ski Paradise, tra Breuil-Cervinia e Valtournenche-Cime Bianche, in Italia.

## Storia e descrizione
La pista, aperta negli anni settanta, scende dal Colle Inferiore delle Cime Bianche, a monte di Breuil-Cervinia, fino al centro storico di Valtournenche, dove si trova la stazione di partenza della cabinovia che consente l'accesso al comprensorio sciistico. Il tracciato, di media difficoltà, è caratterizzato da muri e cambi di pendenza, che lo rendono molto apprezzato dagli sciatori.
A partire dal 2008 la pista è stata dotata di un potente impianto di innevamento programmato, che ne ha consentito la costante apertura da dicembre a inizio aprile. In precedenza la pista, che nella parte finale si snoda a quote piuttosto basse, era sovente chiusa a causa dello scarso innevamento.